# Dietrich Bierlein
Dietrich Bierlein  (Burglengenfeld, 14 de agosto de 1928 – Regensburg, 6 de janeiro de 2015) foi um matemático alemão. Trabalhou principalmente com estocástica.

## Vida e carreira
De 1949 a 1954 estudou na Universidade de Munique e na Universidade de Colônia. Recebeu em 1954 o diploma em matemática. Obteve um doutorado em 1955, orientado por Robert Schmidt, com a tese Optimalmethoden für die Summenapproximation in Jecklins F-Method. De 1956 a 1962 foi wissenschaftlicher Assistent de Hans Richter na Universidade de Munique, onde obteve em 1961 uma habilitação com a obra Über die Fortsetzung von Wahrscheinlichkeitsfelder.